# Gamrat
Gamrat SA – przedsiębiorstwo w Jaśle zajmujące się przetwórstwem tworzyw sztucznych, głównie polichlorku winylu i polietylenu, działa w formie spółki akcyjnej.
Przedsiębiorstwo specjalizuje się w produkcji materiałów dla budownictwa takich jak systemy rynnowe, podsufitki, węże zbrojone, przewody elastyczne, odwodnienia liniowe, systemy rurowe i deski tarasowe.

## Historia
Zakład powstał na podstawie decyzji z 27 października 1936 roku w ramach rozbudowy Centralnego Okręgu Przemysłowego, jako filia Państwowej Wytwórni Prochów w Pionkach. Budowę rozpoczęto w miejscowości Krajowicach, około 4 km od Jasła, na terenach, które na przełomie XIV i XV wieku należały do rycerskiego rodu Gamratów – skąd też późniejsza nazwa zakładu. Obecnie jest to część Jasła. Do prac nad budową zakładu przystąpiono w lipcu 1937 roku.
Przed wojną nie zdążono jednak uruchomić produkcji. W czasie II wojny światowej Niemcy zdemontowali częściowo fabrykę, a jej pozostałości (nominalnie magazyn broni i amunicji) produkowały na potrzeby Wehrmachtu – z wykorzystaniem pracy przymusowej miejscowej ludności oraz około tysiąca jeńców radzieckich z utworzonego w pobliżu Krajowic obozu. W zakładzie istniała silna grupa ruchu oporu. W grudniu 1943 dwadzieścioro siedmioro robotników zostało osadzonych w obozie w Szebniach pod zarzutem prowadzenia sabotażu. W czasie wojny zginęły w zakładzie 32 osoby.
Po wojnie fabryka, jak i większość Jasła była zniszczona. W 1950 roku podjęto decyzję o jej odbudowie, w oparciu o wyposażenie fabryki amunicji uzyskane z Niemiec w ramach reparacji wojennych. Produkcja została uruchomiona dopiero w 1956 r. Zakład otrzymał nazwę: „Wytwórnia Chemiczna nr 12 w Krajowicach” i początkowo cała jego produkcja miała być przeznaczona dla wojska. Okazało się jednak, że na zaspokojenie zapotrzebowania zamówień wojskowych wystarczy 10–15% mocy przerobowych zakładu. W związku z tym w 1957 r. uruchomiono produkcję środków ochrony roślin, żywic formaldehydowo-fenolowych stosowanych do płyt gramofonowych. W 1958 roku wytwórnia została przemianowana na Zakłady Chemiczne Gamrat.
W późniejszych latach poszerzano stopniowo produkcję. M.in. produkowano wykładzinę podłogową o nazwie „Nitroleum” (1958) płytki podłogowe z PCW (1959), wykładziny podłogowe „Linoleum” (1974), okładziny ścienne „Pianivil” (1976), profile i rury z PCW (1963) i polietylenu (1972).
W latach 70 XX w. zaczął działać oddział pirotechniki (wydział produkcji specjalnej, obecnie osobna spółka PHO), produkujący prochowe ładunki napędowe do silników rakietowych m.in. granatników przeciwpancernych RPG-7 i RPG-76, pocisków lotniczych S-5 i pocisków niekierowanych BM-21 Grad. Produkowano również nitroglicerynowe prochy artyleryjskie i moździerzowe. Maksymalna ilość zatrudnionych pracowników przekraczała w latach 80 XX w. 2000 osób, w tym 500 w wydziale produkcji specjalnej.
Zakład posiadał swoje ośrodki wczasowe nad morzem (Mrzeżyno), w Bieszczadach (Rzepedź), oraz na południu powiatu jasielskiego w Krempnej.
Od 1974 roku działa Zakładowy Ośrodek Informatyki Etogam, który na swojej maszynie ODRA wykonywał obliczenia dla innych zakładów jak Polifarb Dębica, Zakłady Chemiczne w Pustkowie, Zakłady Maszyn Górniczych Glinik w Gorlicach.
W roku 1979 powstał na terenie Gamratu Ośrodek Badawczo-Rozwojowy ERG, który projektował i wykonywał części maszyn dla potrzeb produkcji specjalnej w ramach zjednoczenia ERG.
W Brzozowie działał zamiejscowy oddział zakładu, który w latach 90 XX w. przekształcił się w samodzielny zakład przetwórczy tworzyw sztucznych ARTGOS.

### Po 1989 r.
Na skutek przekształceń ustrojowych w Polsce i zmniejszenia produkcji wojskowej, w latach 90. znacznie zmniejszyło się zatrudnienie. Przetrwanie produkcji wojskowej zapewniła produkcja paliwa dla pocisków PPZR Grom.
W 2001 r. z powodu złej kondycji finansowej sprzedano linię produkcyjną styropianu spółce Arbet. W roku 2000 dyrekcja ogłosiła plan redukcji liczby pracowników samego zakładu Gamrat z ok. 1300 do ok. 700 osób, który zrealizowano etapami do roku 2003.
W roku 2007 uruchomiono nową linię produkcyjną wykładzin, zwiększając zatrudnienie o 100 osób.
W dniu 30 kwietnia 2014 roku Gamrat sprzedał francuskiej spółce – Tarkett 100% udziałów w spółce Gamrat Wykładziny Sp. z o.o. Wartość transakcji wyniosła 92,4 mln zł.
W marcu 2015 r. do użytku oddana została linia do produkcji dwukolorowych rur warstwowych z polietylenu. Inwestycja kosztowała 1,4 mln zł. W 2015 roku Gamrat planuje także inwestycję „Deski tarasowe z kompozytów”. W tym celu zakupi linię produkcyjną firmy Bausano o wartości 2,5 mln zł. Posłuży ona do produkcji desek i legarów tarasowych z mączki drzewnej i PVC – (WPC).

#### Prywatyzacja
1 sierpnia 1996 roku przedsiębiorstwo państwowe zostało przekształcone w jednoosobową spółką Skarbu Państwa. Następnie została przekształcona w kilka spółek, z których największa Zakłady Tworzyw Sztucznych Gamrat SA kontynuowała dawną działalność, zaś pozostałe były utworzone z rozmaitych jednostek pomocniczych dawnych zakładów państwowych. W celu prywatyzacji części cywilnej, wydział produkcji specjalnej (wojskowej) wydzielono z dniem 1 stycznia 2003 roku jako Zakład Produkcji Specjalnej (ZPS) sp. z o.o. W marcu 2008 roku całość udziałów ZPS nabyła Bumar Sp. z o.o., w związku z czym weszła ona w skład Grupy Bumar, a następnie Polskiego Holdingu Obronnego.
W roku 2004 Ministerstwo Skarbu Państwa wstrzymało planowaną prywatyzację, gdyż uznano, że zakład miał być sprzedany za zbyt niską cenę.
18 czerwca 2008 minister skarbu państwa, Aleksander Grad podpisał decyzję o prywatyzacji spółki. Do negocjacji rozpoczętych w 2009 roku zgłosiło się 8 podmiotów. Trzy z nich; Lentex S.A., LERG S.A., Gerflor SAS zostały dopuszczone do dalszych rozmów. W ich rezultacie 15 kwietnia 2011 spółka Gamrat SA została sprzedana spółce Lentex SA z Lublińca za ponad 100 mln zł. Podobnie jak w przypadku innych przedsiębiorstw państwowych pracownikom zostały udostępnione akcje pracownicze. Do ich otrzymania uprawnionych było 3463 osób.

## Grupa kapitałowa
W 2013 roku Gamrat za 8 625 000 euro kupił 100% udziałów w bułgarskiej spółce Devorex z siedzibą w Płowdiwie. Devorex produkuje m.in. systemy rynnowe, systemy odwodnień liniowych oraz rury polipropylenowe do wewnętrznych instalacji grzewczych oraz przesyłu wody. Atutem spółki jest sieć sprzedaży złożona z ponad 500 dystrybutorów na czterech kontynentach.
W dniu 3 lipca 2014. w Myślenicach w siedzibie firmy PLAST-DACH Sp. z o.o. doszło do podpisania dwóch umów przedwstępnych na zakup 95% udziałów w spółce PLAST – DACH Sp. z o.o. Profil działalności firmy to produkcja systemów rynnowych z tworzyw sztucznych oraz ze stali. W dniu 18 lutego 2015 roku nazwa spółki została zmieniona na nową nazwę PD PROFIL.
Oprócz spółek zależnych Gamrat posiada także udziały w dwóch innych spółkach. Pierwszą z nich jest Plast-Box S.A. notowany na GPW. Plast-Box produkuje opakowania z tworzyw sztucznych. Gamrat posiada 8 600 000 akcji (20,50%) w kapitale zakładowym tej spółki. Drugą z nich jest Prymus S.A., który zajmuje się hurtową sprzedażą wyrobów chemicznych. Prymus jest notowany na NewConnect. Gamrat posiada 1 514 102 akcji tej spółki(15,93%).